# Ligne 5 du tramway de Riga

La ligne 5 du tramway de Riga (en letton : 5. tramvaju maršruts) est une ligne du tramway de Riga en Lettonie.

## Présentation
La ligne de tramway 5 est une ligne de tramway des transports publics de Riga qui relie le quartier d'Imanta dans le district de Kurzeme au quartier de Mīlgrāvis dans le District du Nord. 
La longueur totale de la 5ème ligne du tramway est de 36,110 km. 
La longueur totale dans le sens Imanta—Mīlgravis est de 17,890 km, et la longueur dans le sens Mīlgravis-Imanta est de 18,220 km.
En semaine, 7 rames circulent le long de la 5ème ligne de tramway, soit un total de 98 déplacements, et les jours fériés - 4 rames, soit un total de 56 déplacements (novembre 2022).

## Parcours
Dans le sens Imanta — Mīlgrāvis les rames empruntent ces rues: Dammes iela, Anniņmuižas bulvāris, Bebru iela, Kurzemes prospekts, Jūrmalas gatve, Slokas iela, Uzvaras bulvāris, Akmens tilts, 11. novembra krastmala, 13. janvāra iela, Aspazijas bulvāris, Z. A. Meierovica bulvāris, K. Valdemāra iela, Kronvalda bulvāris, Eksporta iela, Pētersalas iela, Ganību dambis, Tilta iela, Sarkandaugavas iela, Sliežu iela un Tvaika iela.
Dans le sens Mīlgrāvis — Imanta les rames empruntent ces rues: Tvaika iela, Sliežu iela, Sarkandaugavas iela, Tilta iela, Ganību dambis, Pētersalas iela, Eksporta iela, Kronvalda bulvāris, K. Valdemāra iela, Z. A. Meierovica bulvāris, Aspazijas bulvāris, 13. janvāra iela, 11. novembra krastmala, Akmens tilts, Uzvaras bulvāris, Slokas iela, Jūrmalas gatve, Kurzemes prospekts, Bebru iela, Anniņmuižas bulvāris un Dammes iela.

## Arrêts
La ligne de tramway 5 compte au total 74 arrêts. Il y a 37 arrêts dans le sens Imanta - Mīlgrāvis, et dans le sens Mīlgrāvis - Imantail y a aussi 37 arrêts.
| N° | Arrêts                                          |
| -- | ----------------------------------------------- |
| 1  | Imanta                                          |
| 2  | Anniņmuižas bulvāris                            |
| 3  | Kleistu iela                                    |
| 4  | Imantas iela                                    |
| 5  | Kurzemes prospekts                              |
| 6  | Jūrmalas gatve                                  |
| 7  | Botāniskais dārzs / Rīgas Stradiņa universitāte |
| 8  | Baldones iela                                   |
| 9  | Mārtiņa iela                                    |
| 10 | Kalnciema iela                                  |
| 11 | Nometņu iela                                    |
| 12 | A. Grīna bulvāris                               |
| 13 | Uzvaras bulvāris                                |
| 14 | Nacionālā bibliotēka                            |
| 15 | Grēcinieku iela                                 |
| 16 | 13. janvāra iela                                |
| 17 | Nacionālā opera                                 |
| 18 | Nacionālais teātris                             |
| 19 | Ausekļa iela / Anatomijas muzejs                |
| 20 | Vašingtona laukums                              |
| 21 | Pētersalas iela                                 |
| 22 | Katrīnas iela                                   |
| 23 | Ganību dambis                                   |
| 24 | Kultūru vidusskola                              |
| 25 | Lugažu iela                                     |
| 26 | Bukultu iela                                    |
| 27 | Rankas iela                                     |
| 28 | Rāmuļu iela                                     |
| 29 | 1. parc de trolleybus                           |
| 30 | RER                                             |
| 31 | Duntes iela                                     |
| 32 | Sarkandaugavas iela                             |
| 33 | Allažu iela                                     |
| 34 | Aldaris                                         |
| 35 | Gaujienas iela                                  |
| 36 | Daudersala                                      |
| 37 | Mīlgrāvis                                       |

| N° | Arrêts                                          |
| -- | ----------------------------------------------- |
| 1  | Mīlgrāvis                                       |
| 2  | Daudersala                                      |
| 3  | Gaujienas iela                                  |
| 4  | Aldaris                                         |
| 5  | Allažu iela                                     |
| 6  | Tilta iela                                      |
| 7  | Duntes iela                                     |
| 8  | RER                                             |
| 9  | 1. parc de trolleybus                           |
| 10 | Rāmuļu iela                                     |
| 11 | Rankas iela                                     |
| 12 | Bukultu iela                                    |
| 13 | Lugažu iela                                     |
| 14 | Kultūru vidusskola                              |
| 15 | Pētersalas iela                                 |
| 16 | Katrīnas iela                                   |
| 17 | Eksporta iela                                   |
| 18 | Vašingtona laukums                              |
| 19 | Kronvalda bulvāris                              |
| 20 | Nacionālais teātris                             |
| 21 | Nacionālā opera                                 |
| 22 | 13. janvāra iela                                |
| 23 | Grēcinieku iela                                 |
| 24 | Nacionālā bibliotēka                            |
| 25 | Slokas iela                                     |
| 26 | A. Grīna bulvāris                               |
| 27 | Nometņu iela                                    |
| 28 | Kalnciema iela                                  |
| 29 | Mārtiņa iela                                    |
| 30 | Kuldīgas iela                                   |
| 31 | Botāniskais dārzs / Rīgas Stradiņa universitāte |
| 32 | Kurzemes prospekts                              |
| 33 | Bebru iela                                      |
| 34 | Imantas iela                                    |
| 35 | Kleistu iela                                    |
| 36 | Dammes iela                                     |
| 37 | Imanta                                          |

## Galerie

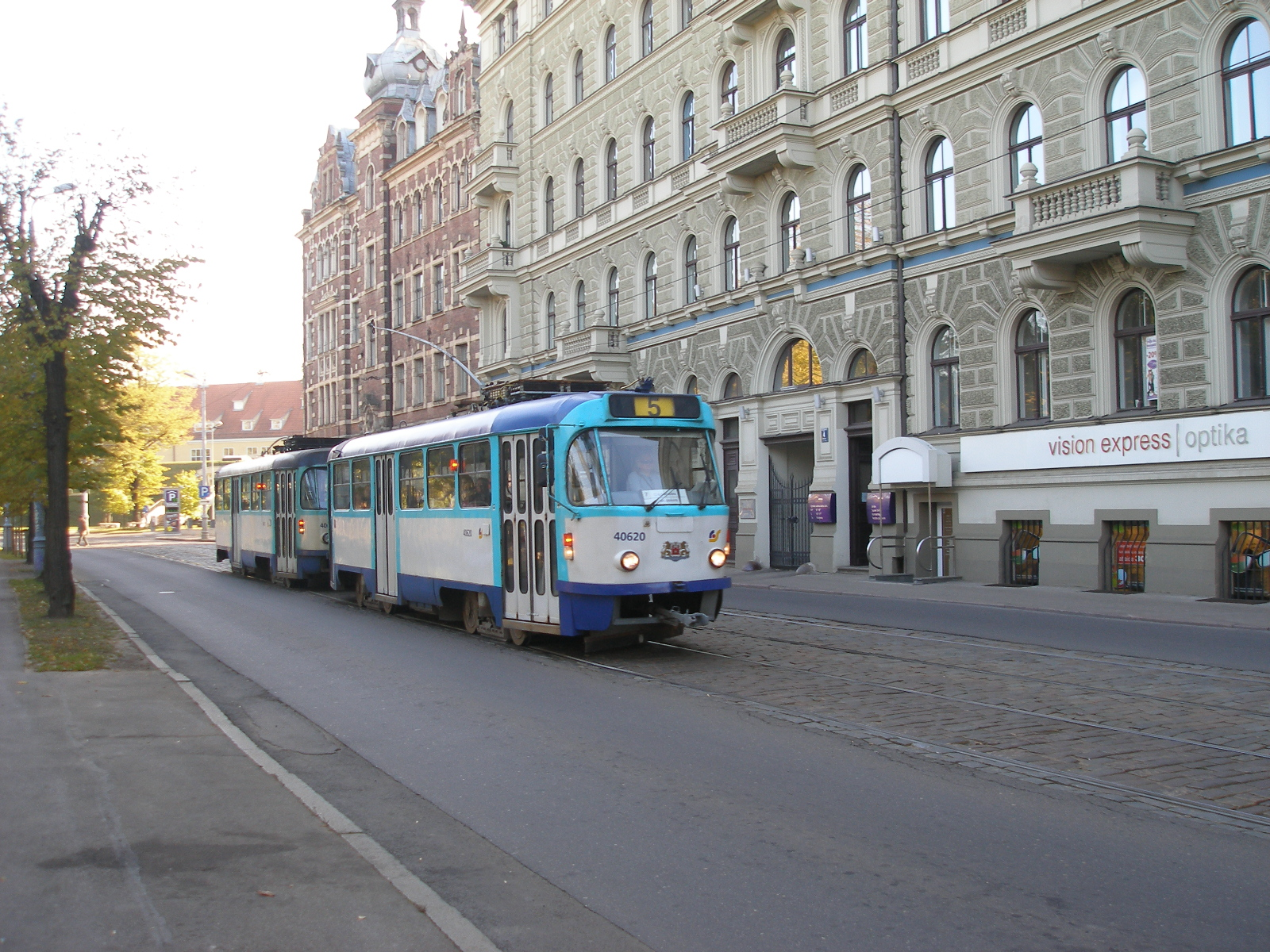
Z. A. Meierovica bulvārī
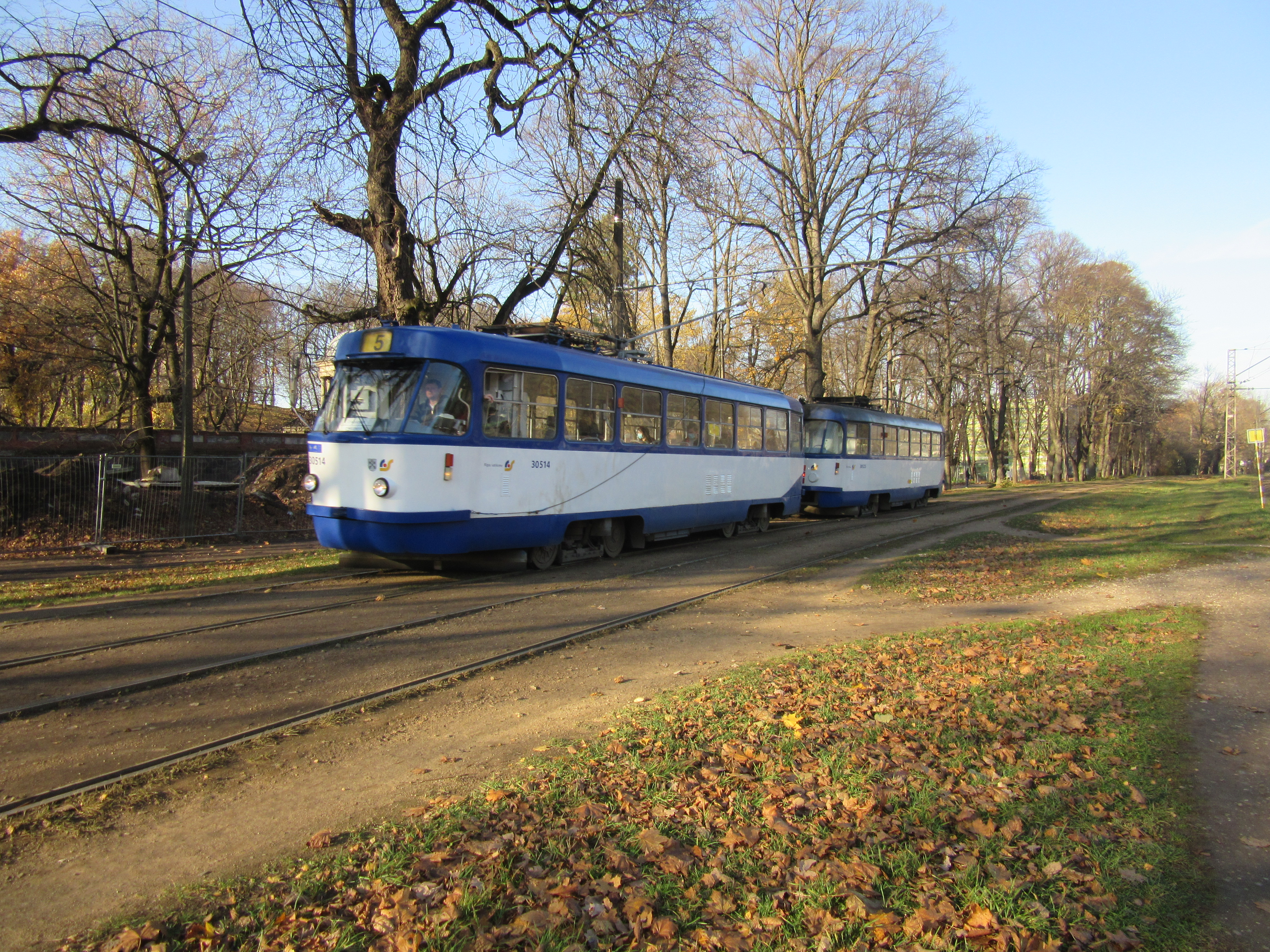
Sliežu ielā
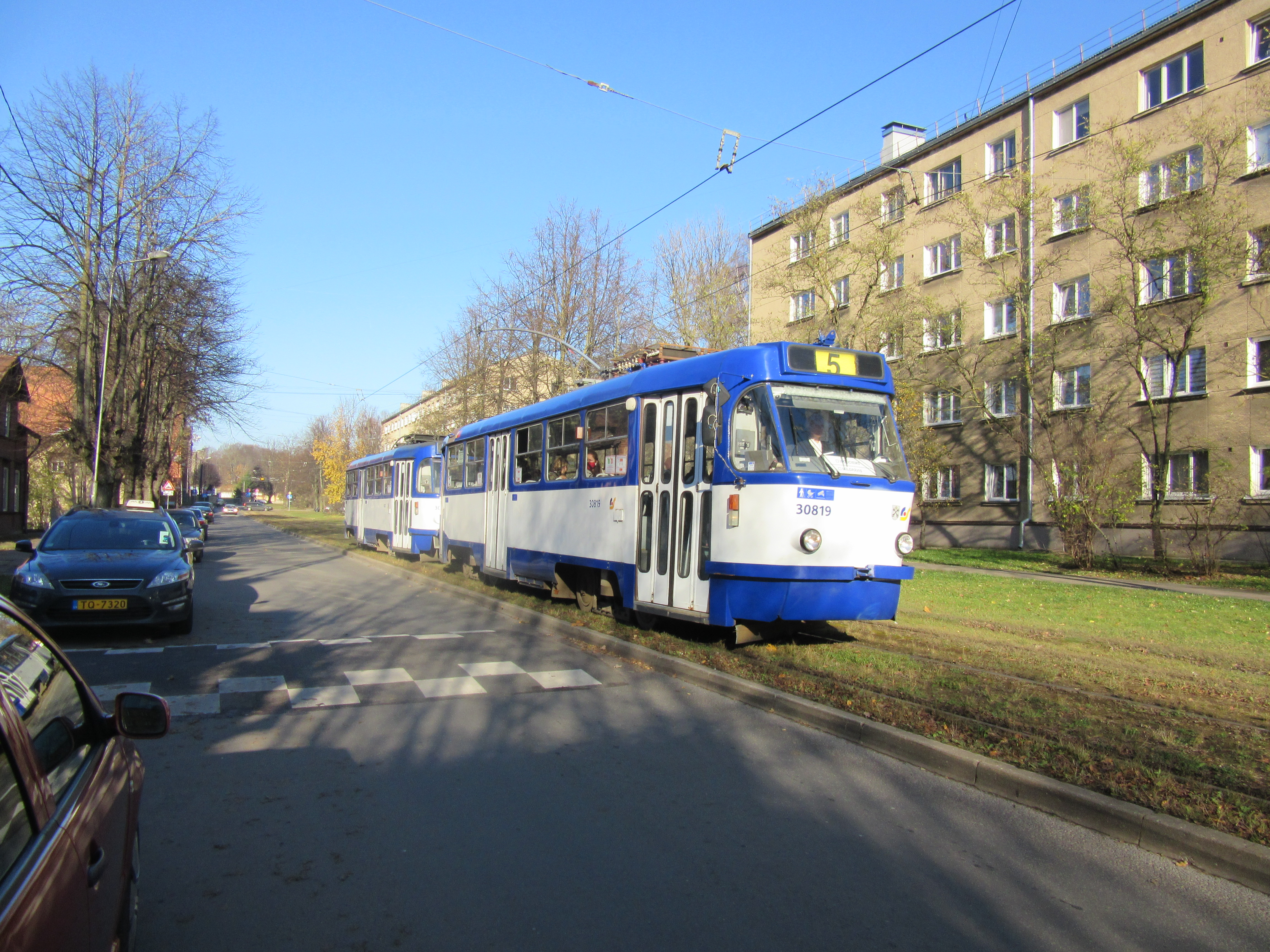
Sarkandaugavas iela
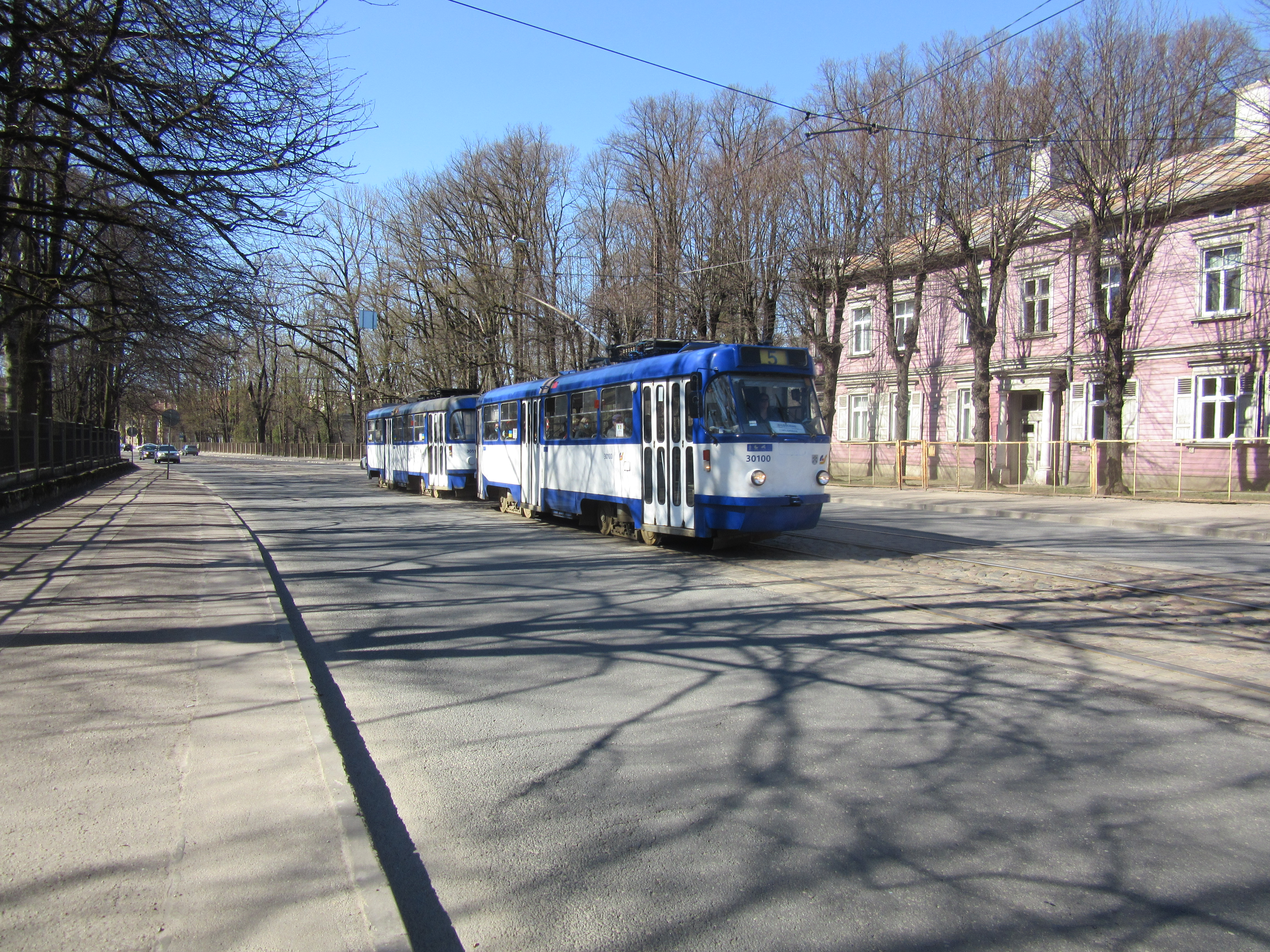
Slokas iela
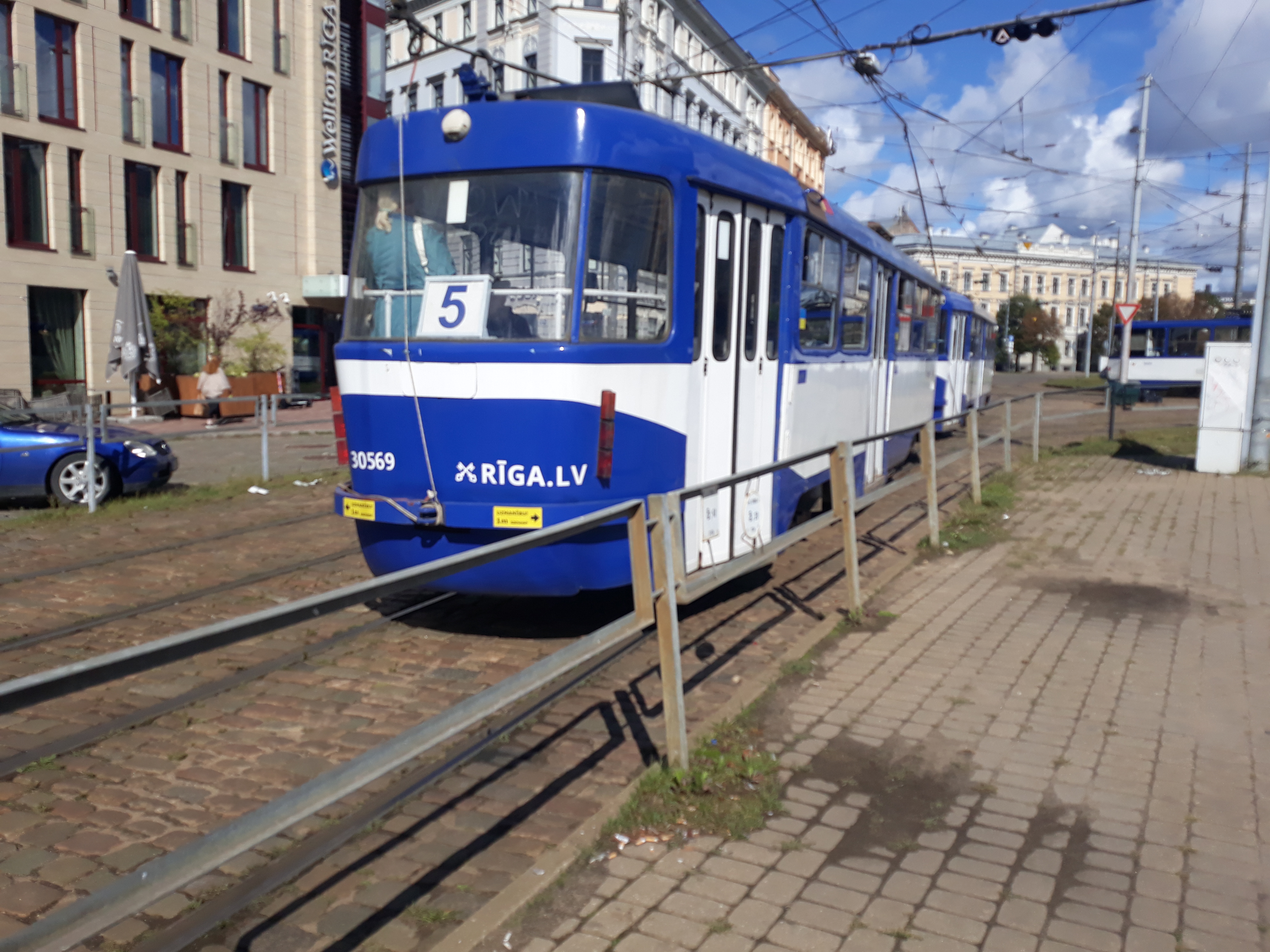
13. janvāra iela
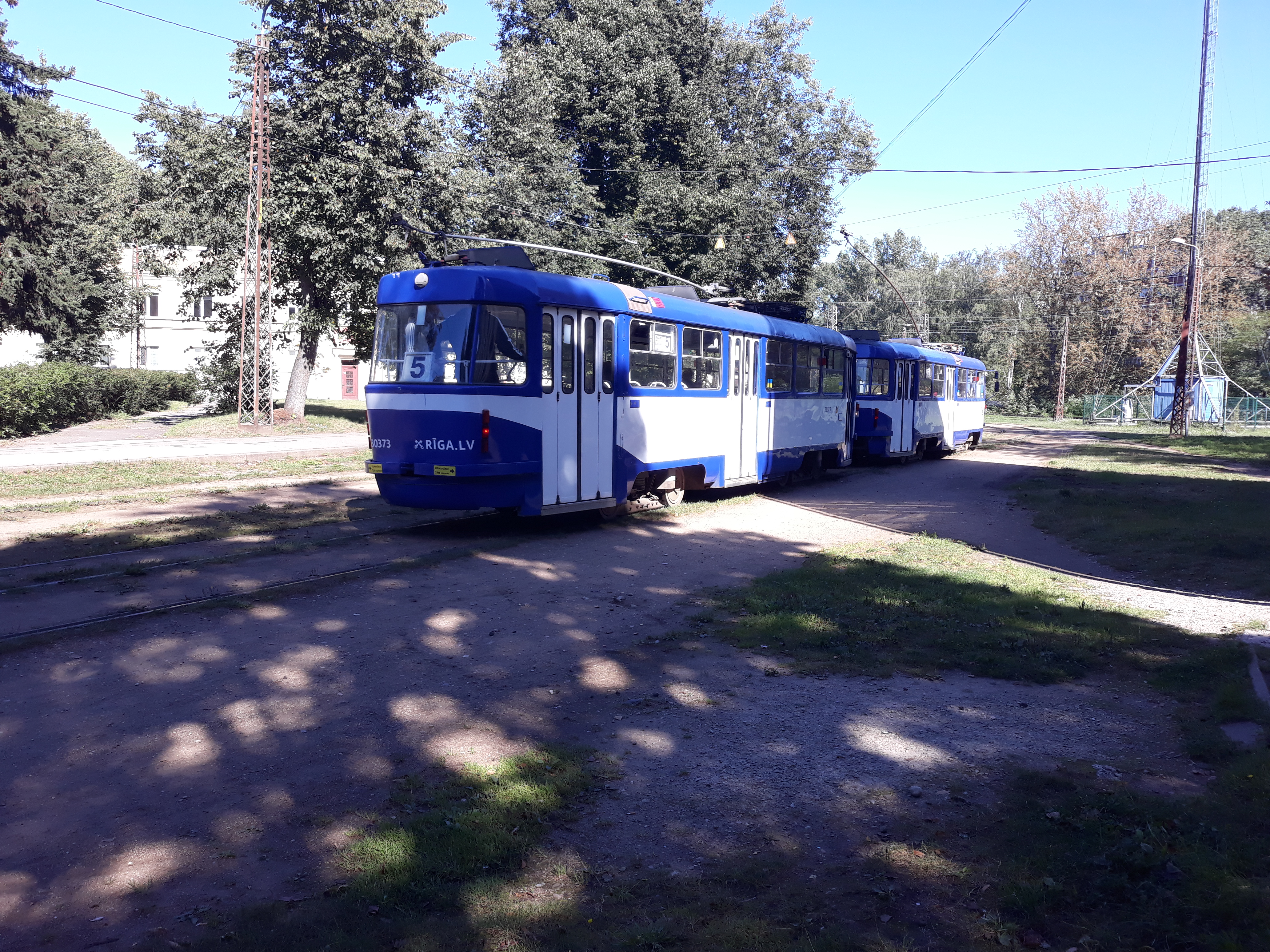
Lāpstu iela
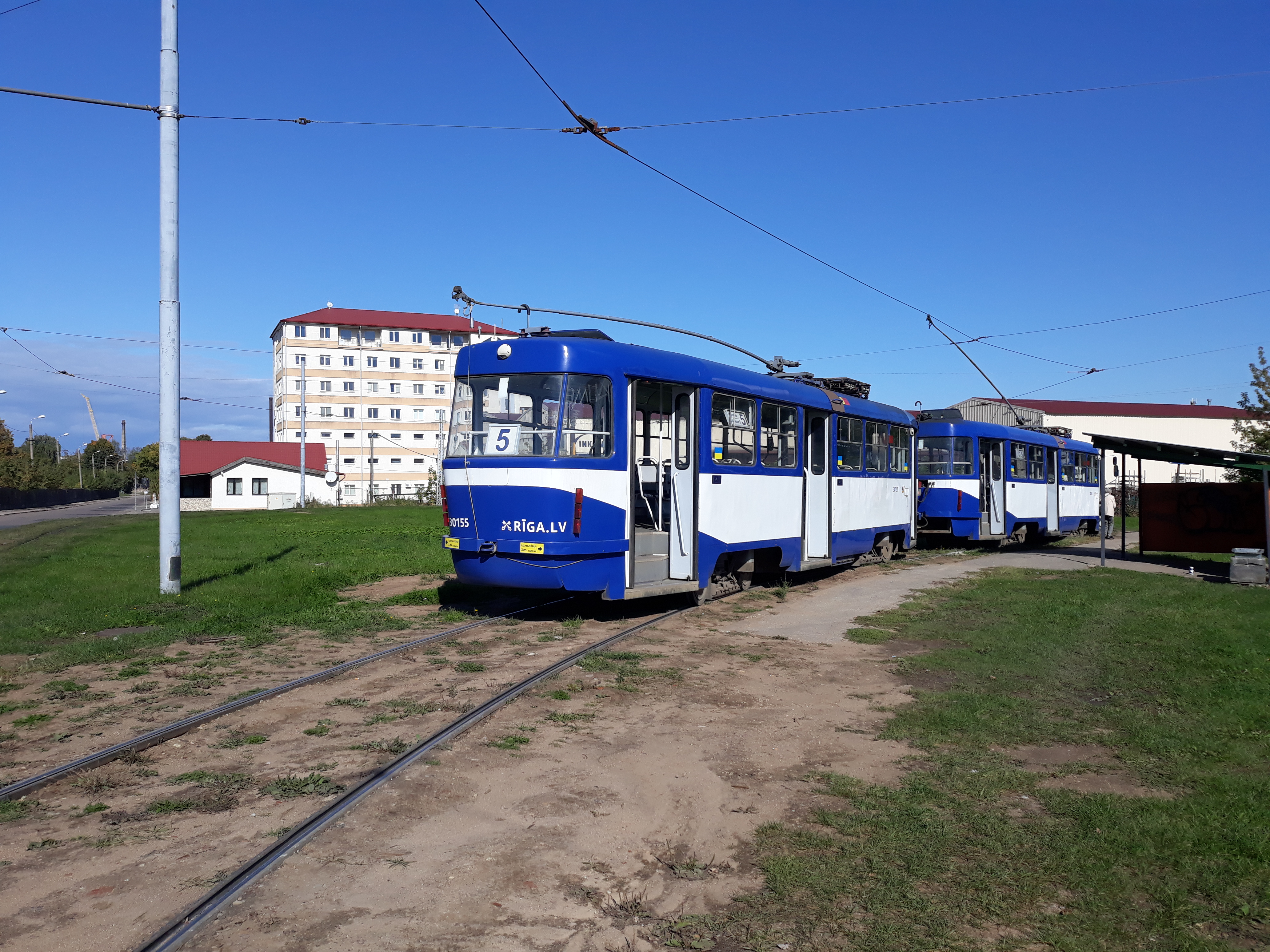
Mīlgrāvis
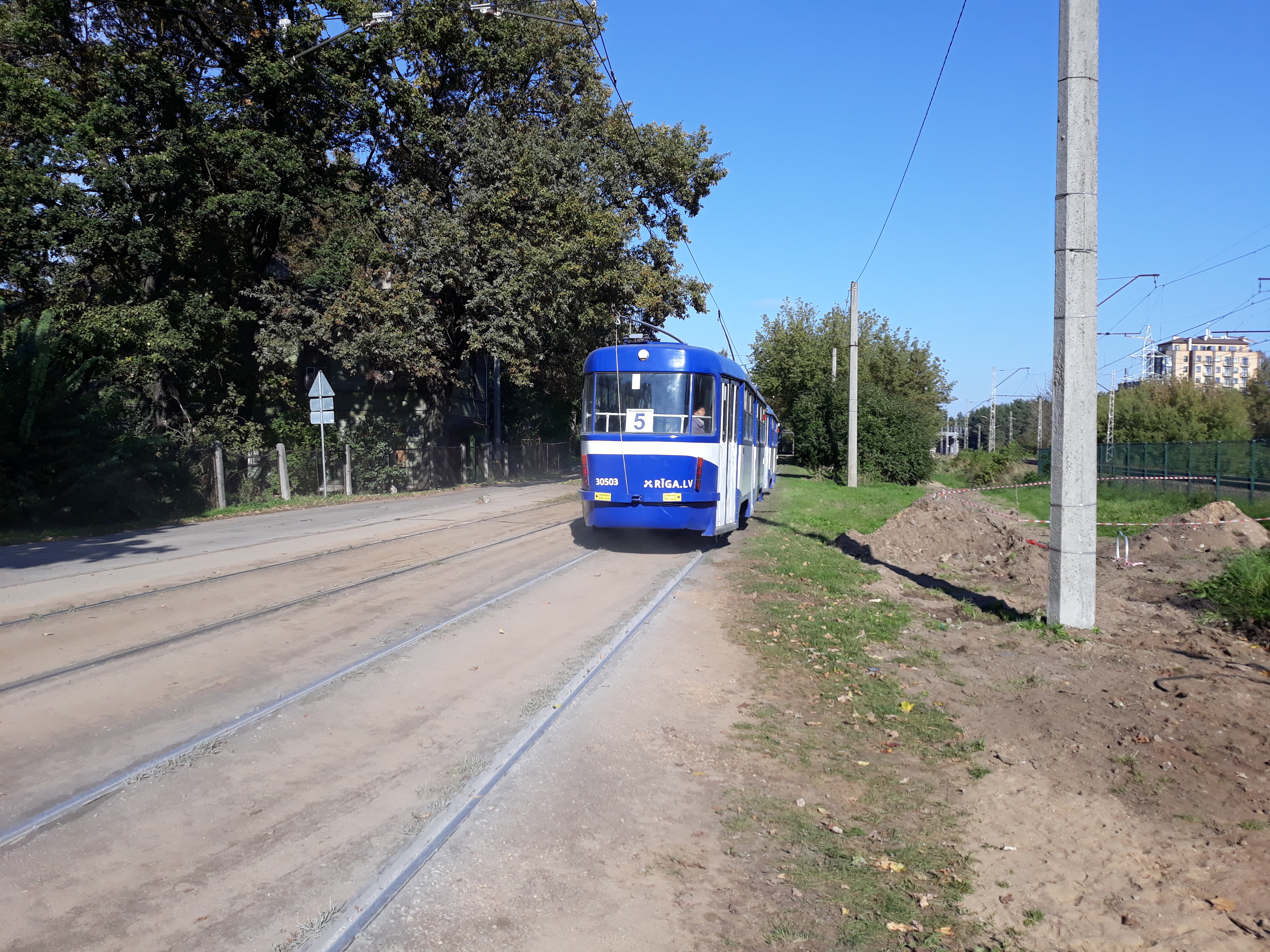
Sliežu ielā
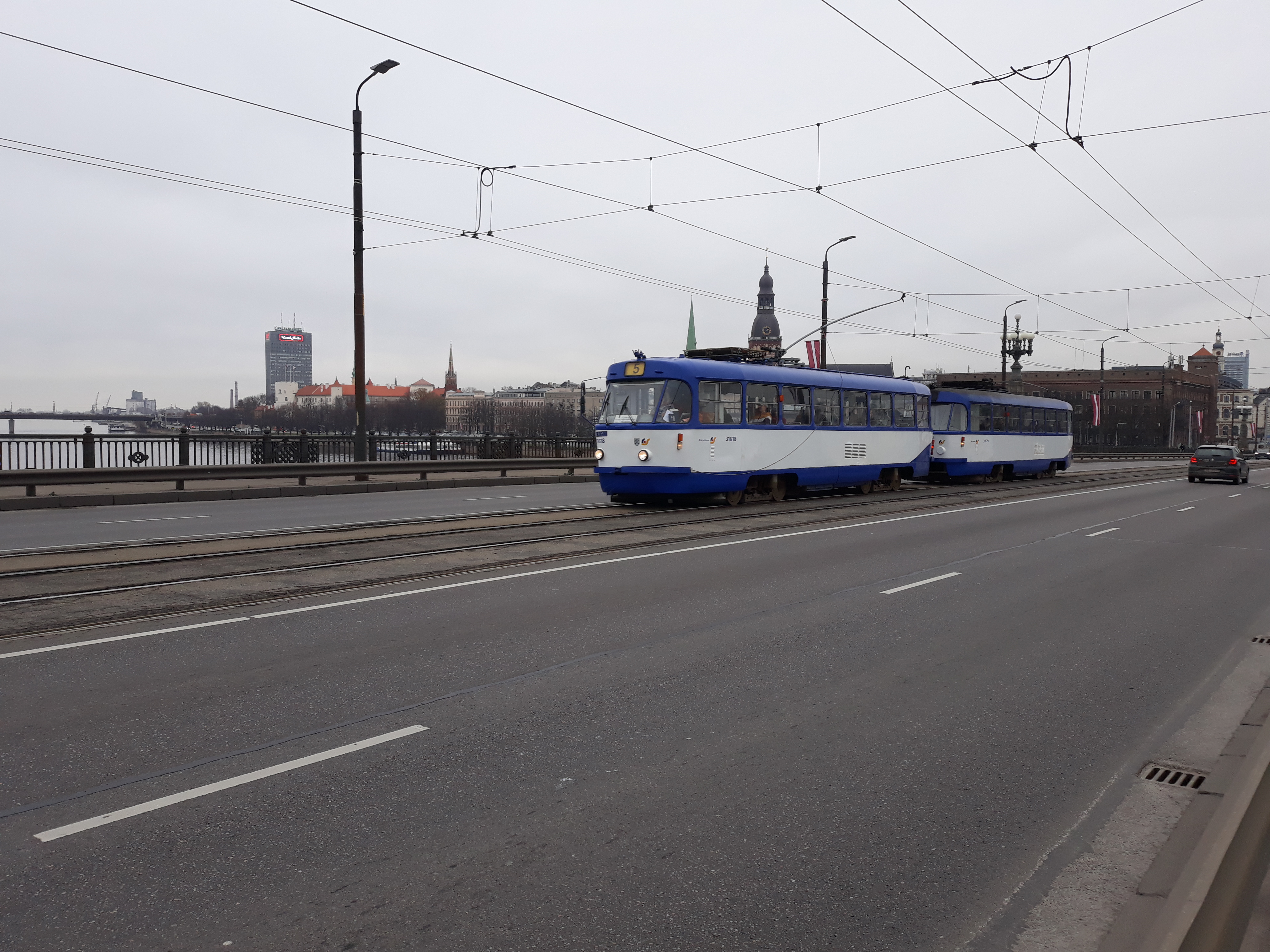
Pont de pierre